# Marcus de kluizenaar

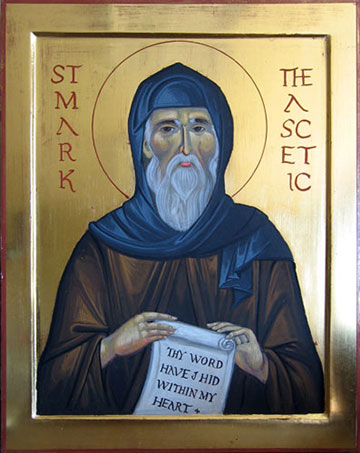
St. Marcus de kluizenaar

Marcus de kluizenaar (ook Marcus Eremita of Marcus de monnik), was een christelijk monnik uit de 5e eeuw.

## Leven
Over het leven van Marcus de kluizenaar is zeer weinig met zekerheid geweten. De oudste geschriften over hem dateren uit de 9e eeuw. Vermoedelijk was hij abt van een klooster in Ancyra. Nadien trok hij zich terug in de woestijn (waarschijnlijk de woestijn van Judea) en ging er als kluizenaar leven. Omdat hij zich mengde in discussies rond het nestorianisme, moet hij na 430 gestorven zijn.

## Geschriften
Hoewel zeer weinig bekend is van het leven van Marcus de kluizenaar, werden zijn geschriften al veel langer gelezen en geciteerd. Ook in de Vaderspreuken komen uitspraken van Marcus voor. Er zijn negen werken van Marcus de kluizenaar bekend. Dikwijls bestaan deze uit korte gezegden. Drie van zijn werken zijn opgenomen in de Filokalia:
- De wet van de geest
- Over hen die denken dat ze door werken gerechtvaardigd worden
- Brief aan de kluizenaar Nikolaas.

In zijn geschriften zijn stoïcijnse invloeden merkbaar, maar het meest terugkerend zijn uitspraken die ingaan tegen ideeën van het messalianisme. Terugkerende thema's zijn het belang van het Jezusgebed, de Wet, het onderhouden van de geboden, de vrije wil en zonde, lijden en geestelijke kennis.